# Blonde sur ordonnance
Blonde sur ordonnance (Better Living Through Chemistry) est une comédie dramatique américaine écrite et réalisée par Geoff Moore et David Posamentier, sortie en 2014.

## Titre original en anglais
« Better Living Through Chemistry » (littéralement : mieux vivre grâce à la chimie) est à l'origine la variante d'un slogan publicitaire de la société DuPont employée durant les décennies 1980 et 1990.

## Synopsis
Un pharmacien sans histoire, coincé dans un mariage sans amour, entame une relation avec une femme qui l'initie aux plaisirs des drogues de prescription.

## Fiche technique
- Titre original : Better Living Through Chemistry
- Titre français : Blonde sur ordonnance[1]
- Réalisation et scénario : Geoff Moore	et David Posamentier
- Décors : Heidi Adams
- Costumes : Bic Owen
- Photographie : Tim Suhrstedt
- Montage : Jonathan Alberts
- Musique : Andrew Feltenstein et John Nau
- Casting : Kerry Barden et Paul Schnee
- Production : Felipe Marino et Joe Neurauter
- Sociétés de production : Occupant Entertainment et Occupant Films
- Société de distribution : Samuel Goldwyn Films (en)
- Pays d'origine :  États-Unis
- Langue originale : anglais
- Format : couleur – 35 mm - 2,35:1 - son Dolby Digital
- Genre : comédie dramatique
- Durée : 91 minutes
- Dates de sortie :
  -  États-Unis : 14 mars 2014
  -  France : 6 mai 2014 (sorti directement en DVD)

## Distribution
Légende : VF = Version Française et VQ = Version Québécoise
- Sam Rockwell (VF : Damien Boisseau et VQ : Gilbert Lachance) : Douglas « Doug » Varney
- Olivia Wilde (VF : Caroline Pascal et VQ : Catherine Proulx-Lemay) : Elizabeth Roberts
- Michelle Monaghan (VQ : Geneviève Désilets) : Kara Varney
- Ray Liotta (VF : Bernard Lanneau et VQ : Jean-Luc Montminy) : Jack Roberts
- Norbert Leo Butz (VF : Bernard Bollet et VQ : François L'Écuyer) : agent Andrew Carp
- Ben Schwartz (VF : Stéphane Ronchewski et VQ : Maël Davan-Soulas) : Noah
- Ken Howard (VQ : Jean-Marie Moncelet) : Walter Bishop
- Jane Fonda (VF : Béatrice Delfe et VQ : Diane Arcand) : elle-même / la narratrice

Source et légende : Version française (VF) sur RS Doublage et Version 